# Pradosia schomburgkiana
Pradosia schomburgkiana är en tvåhjärtbladig växtart som först beskrevs av A.Dc., och fick sitt nu gällande namn av Arthur John Cronquist. Pradosia schomburgkiana ingår i släktet Pradosia och familjen Sapotaceae.

## Underarter
Arten delas in i följande underarter:
- P. s. schomburgkiana
- P. s. sericea